# Nosicielstwo

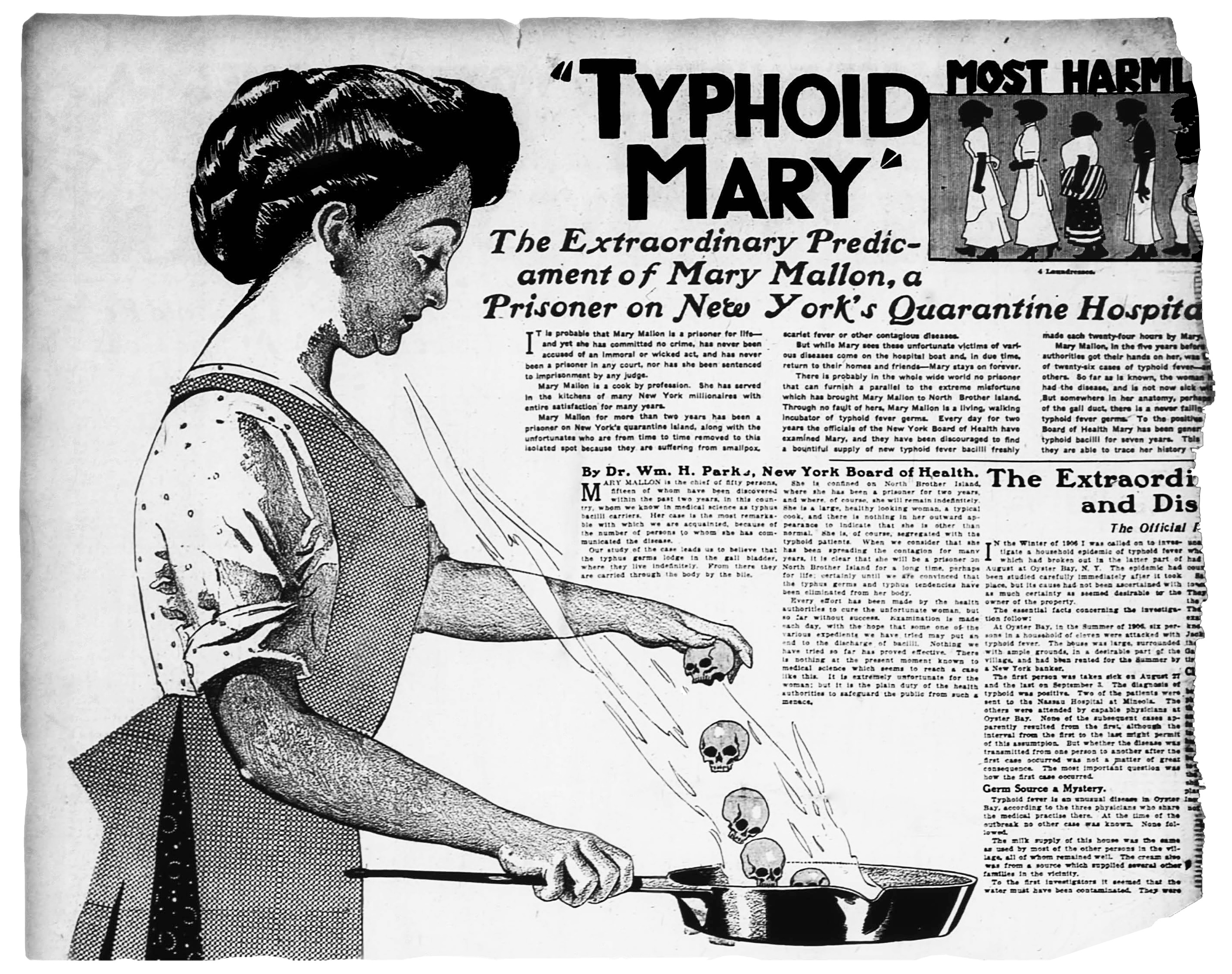
Mary Mallon, kucharka i pomoc domowa, nosicielka bakterii Salmonella enterica (wywołująca dur brzuszny), która przeszła do historii medycyny jako Tyfusowa Mary

Nosicielstwo (nosicielstwo mikrobiologiczne) – w mikrobiologii i chorobach zakaźnych jest to stan, w którym dany patogen występuje w organizmie gospodarza, ale nie powoduje on objawów klinicznych choroby. Może nastąpić wskutek zakażenia bezobjawowego albo po przechorowaniu choroby, kiedy to zarazek nie zostanie usunięty z organizmu wyzdrowiałej osoby. Nosiciel może stać się źródłem infekcji dla wrażliwych na zakażenie osób w jego środowisku. Dlatego ze względów epidemiologicznych ważne jest wykrywanie oraz leczenie nosicieli chorób zakaźnych (czasem stosuje się inne środki zapobiegawcze). Nosicielstwo najczęściej dotyczy chorób układu oddechowego i pokarmowego
Czasem termin nosicielstwo (nosicielstwo genetyczne) odnosi się także do występowania u danego osobnika nieprawidłowej (zmutowanej) wersji genu choroby genetycznej, która jest dziedziczona w sposób recesywny.